# Дурмуш, Нашиде Гёзде
Нашиде Гёзде Дурмуш (тур. Naşide Gözde Durmuş; род. 1985, Измир) — турецкий генетик.
Её исследования преимущественно касаются областей нанотехнологии и микротехнологии и сосредоточены на проблемах лечения рака и устойчивости к антибиотикам. MIT Technology Review, журнал Массачусетского технологического института, включил её в категорию пионеры в своём ежегодном списке «TR35», в числе 35 лучших молодых новаторов в 2015 году.

## Биография
Дурмуш родилась в 1985 году в турецком городе Измир. В 2003 году она начала учёбу в Ближневосточном техническом университете, расположенном в Анкаре, специализируясь на молекулярной биологии и генетике. Позднее Дурмуш выиграла грант Программы Фулбрайта и перебралась в США, чтобы продолжить своё образование. В 2009 году она получила степень магистра техники и технологии в Бостонском университете, а в мае 2013 года степень доктора философии в области биомедицинской инженерии в Брауновском университете.
В 2014 году Дурмуш стала докторантом в Стэнфордском университете. В настоящее время она продолжает свои исследования с Рональдом У. Дэвисом в Центре технологий генома в Стэнфордском университете и Школе медицины Стэнфорда. В 2015 году она была включена в рейтинг «Top 35 Innovators Under 35» (TR35), как пионер в области биотехнологии и медицины, журналом MIT Technology Review.

## Научная деятельность
Её работа сосредоточена на разработке недорогих нанотехнологических инструментов, которые могут быть использованы для диагностики и лечения заболеваний, таких как, например, быстрый метод обнаружения физических особенностей клетки, путём их левитации в магнитном поле, что позволяет измерить за более короткий промежуток времени, как микроб реагирует на определённый препарат и позволяет дифференцировать раковые клетки от здоровых.